# Kōshi
Kōshi (合志市?, Kōshi-shi) è una città giapponese della prefettura di Kumamoto.